# Louis Desbois de Rochefort
Louis René Desbois de Rochefort (Paris, 9 octobre 1750-Paris, 26 janvier 1786), est un médecin français.

## Biographie
Fils de Louis-René Desbois, docteur en médecine de la Faculté de Paris et de Marie-Thérèse Syrand, il est également le frère de Éléonore-Marie Desbois de Rochefort. Il commence sa carrière à l'hôpital Sainte-Barbe puis en 1780 entre à l'hôpital de la Charité.
Directeur de l'hôpital de la Charité, il en est le fondateur de l'enseignement clinique. Son principal ouvrage est publié à titre posthume par son élève Jean-Nicolas Corvisart.

## Œuvres
- Cours élémentaire de matière médicale, 2 vol, posth., 1789, (nouvelle édition, 1817)

1. Tome premier, Texte intégral.
2. Tome second, Texte intégral.